# Liberty's Kids: Est. 1776
Liberty's Kids: Est. 1776 (Liberty's Kids) est une série télévisée d'animation américaine en quarante épisodes de 22 minutes créée par Michael Maliani et Kevin O'Donnell, diffusée entre le 2 septembre 2002 et le 4 avril 2003 dans le bloc PBS Kids.
Cette série est inédite dans tous les pays francophones.

## Distribution
- Whoopi Goldberg : Deborah Samson
- Walter Cronkite : Benjamin Franklin
- Ben Stiller : Thomas Jefferson
- Dustin Hoffman : Benedict Arnold
- Kathleen Barr : Henri Richard Maurice Dutoit LeFevbre
- Reo Jones : Sarah Phillips
- Chris Lundquist : James Hiller
- Jason Connery : Thomas Paine
- Michael Horse : Uteny-Wolf Hutchinson
- Aaron Carter : Joseph Plumb Martin
- Arnold Schwarzenegger (VF : Daniel Beretta) : Baron von Steubern
- Maria Shriver : Peggy Shippen
- Michael Douglas : Patrick Henry
- Michael York : Adm. Lord Howe
- Warren Buffett : James Madison
- Sylvester Stallone : Paul Revere

 Source et légende : version française (VF) sur RS Doublage

## Épisodes
1. The Boston Tea Party
2. The Intolerable Acts
3. United We Stand
4. Liberty or Death
5. Midnight Ride
6. The Shot Heard Round the World
7. Green Mountain Boys
8. The Second Continental Congress
9. Bunker Hill
10. Postmaster General Franklin
11. Washington Takes Command
12. Common Sense
13. The First Fourth of July
14. New York, New York
15. The Turtle
16. One Life to Lose
17. Captain Molly
18. American Crisis
19. Across the Delaware
20. An American in Paris
21. Sybil Ludington
22. Lafayette Arrives
23. The Hessians Are Coming
24. Valley Forge
25. Allies at Last
26. Honor and Compromise
27. The New Frontier
28. Not Yet Begun to Fight
29. The Great Galvez
30. In Praise of Ben
31. Bostonians
32. Benedict Arnold
33. Conflict in the South
34. Deborah Samson
35. James Armistead
36. Yorktown
37. Born Free and Equal
38. The Man Who Wouldn't Be King
39. Going Home
40. We the People